# Soluzione sovrasatura

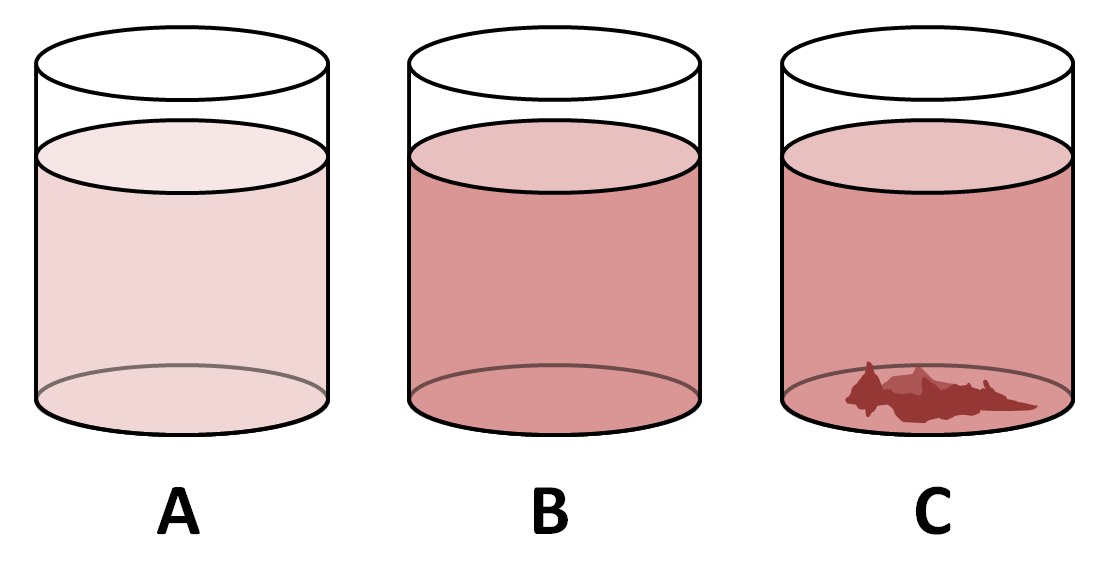
Versando progressivamente un soluto solido all'interno di un solvente liquido, la soluzione inizialmente insatura (A) vede aumentare la concentrazione di soluto (B). Aggiungendo ulteriore soluto, la soluzione diventa satura in quanto il soluto in eccesso precipiterà sul fondo del recipiente (C). Riscaldando una soluzione satura il corpo di fondo va in soluzione consentendo che la concentrazione di soluto aumenti ulteriormente (soluzione sovrassatura).

Il termine soluzione sovrasatura si riferisce ad una soluzione in cui il solvente ha più soluto della massima quantità che può contenere alle condizioni di equilibrio termodinamico. L'eccesso di soluto presente in una soluzione satura è visibile sotto forma di precipitato che tenderà per cui a non solubilizzarsi.
Una soluzione sovrassatura può essere preparata aggiungendo ulteriore soluto ad una soluzione satura o variandone la temperatura o la pressione.

## Esempi
- Nell'acqua di Seltz viene disciolta dell'anidride carbonica in quantità elevate aumentando la pressione all'interno della bottiglia; finché la bottiglia è chiusa, la soluzione al suo interno è satura, ma non appena la bottiglia viene aperta si riequilibra la pressione a livelli normali e per tali condizioni la solubilità dell'anidride carbonica nell'acqua è minore, per cui si forma una soluzione sovrassatura e l'anidride carbonica si sprigiona sotto forma di bollicine che risalgono dalla soluzione, in modo da ripristinare le condizioni di saturazione. Questo processo può essere accelerato notevolmente dalla presenza di punti di nucleazione, o dall'aggiunta di un altro soluto, come lo zucchero.
- Il sangue dei sommozzatori in immersione a diversi metri sott'acqua si trova a pressioni maggiori della pressione atmosferica, per cui la quantità di gas insolubili (principalmente l'azoto) disciolti in esso è maggiore del normale. Risalendo velocemente, si ha un brusco calo di pressione che determina nel sangue il ritorno in forma gassosa dell'azoto sotto forma di bolle, dando luogo a problemi quali la malattia da decompressione.
- Riscaldando dell'acqua e sciogliendoci un qualunque composto solubile si ha una soluzione sovrassatura. Alcuni composti, come l'acetato di sodio, se si trovano in una soluzione sovrassatura d'acqua, possono generare interessanti processi di cristallizzazione rapida con annessa reazione esotermica.